# Liga Narodów CONCACAF 2023/2024
Liga Narodów CONCACAF 2023/24 – trzecia edycja rozgrywek Ligi Narodów CONCACAF, która będzie odbywać się od września 2023 do marca 2024. Wezmą w niej udział męskie reprezentacje seniorskie wszystkich 41 federacji krajowych zrzeszonych w CONCACAF. Tytułu będzie bronić reprezentacja Stanów Zjednoczonych.
Rozgrywki będą pierwszą edycją po zmianie zasad turnieju. Zawody wyłonią również część drużyn zakwalifikowanych na Copa América 2024.

## Zasady
Turniej jest pierwszą edycją po reformie rozgrywek. W dywizji A zagra 16 zespołów. 4 najwyżej rozstawione w rankingu FIFA (Meksyk, Stany Zjednoczone, Kostaryka i Kanada) zacznie udział od ćwierćfinałów. Pozostałe 12 zostanie podzielonych na dwie sześciozespołowe grupy. Każdy zespół rozegra cztery mecze z ustalonymi (nie wszystkimi) rywalami. Dwie najlepsze drużyny z każdej grup awansują do ćwierćfinałów. Następnie zwycięzcy dwumeczów kwalifikują się do turnieju finałowego o identycznych zasadach, jak w poprzednich edycjach. Dwa najsłabsze zespoły z grup spadają do dywizji B. W tej dywizji zagra 16 reprezentacji. Zostaną podzielone na cztery czterozespołowe grupy. Zwycięzcy awansują do dywizji A, a ostatnie zespoły każdej z grup spadają do niższej ligi. W dywizji C wystąpi 9 drużyn. Utworzą one trzy trzyzespołowe grupy. Do dywizji B awansują zwycięzcy grup oraz najlepsza drużyna z drugiego miejsca.

## Drużyny uczestniczące i ich podział
| K. | Drużyna           | Współ. | Ran. |
| -- | ----------------- | ------ | ---- |
| ĆF | Meksyk            | 1 939  | 1    |
| ĆF | Stany Zjednoczone | 1 919  | 2    |
| ĆF | Kostaryka         | 1 796  | 3    |
| ĆF | Kanada            | 1 743  | 4    |
| 1  | Panama            | 1 695  | 5    |
| 1  | Haiti             | 1 482  | 6    |
| 2  | Jamajka           | 1 479  | 7    |
| 2  | Gwatemala         | 1 405  | 8    |
| 3  | Honduras          | 1 403  | 9    |
| 3  | Salwador          | 1 330  | 10   |
| 4  | Martynika         | 1 246  | 12   |
| 4  | Kuba              | 1 176  | 13   |
| 5  | Curaçao           | 1 171  | 14   |
| 5  | Surinam           | 1 079  | 16   |
| 6  | Trynidad i Tobago | 1 254  | 11   |
| 6  | Grenada           | 791    | 25   |

| K. | Drużyna                   | Współ. | Ran. |
| -- | ------------------------- | ------ | ---- |
| 1  | Nikaragua                 | 1 067  | 17   |
| 1  | Gujana Francuska          | 1 086  | 15   |
| 1  | Gujana                    | 994    | 18   |
| 1  | Gwadelupa                 | 966    | 19   |
| 2  | Antigua i Barbuda         | 949    | 20   |
| 2  | Saint Kitts i Nevis       | 923    | 21   |
| 2  | Dominikana                | 913    | 22   |
| 2  | Bermudy                   | 863    | 23   |
| 3  | Saint Lucia               | 795    | 24   |
| 3  | Gujana                    | 790    | 26   |
| 3  | Dominikana                | 780    | 27   |
| 3  | Saint Vincent i Grenadyny | 726    | 28   |
| 4  | Belize                    | 715    | 29   |
| 4  | Barbados                  | 681    | 30   |
| 4  | Bahamy                    | 530    | 34   |
| 4  | Sint Maarten              | 413    | 37   |

| K. | Drużyna                              | Współ. | Ran. |
| -- | ------------------------------------ | ------ | ---- |
| 1  | Bonaire                              | 1 419  | 22   |
| 1  | Dominika                             | 725    | 28   |
| 1  | Aruba                                | 718    | 29   |
| 2  | Turks i Caicos                       | 625    | 32   |
| 2  | Kajmany                              | 528    | 34   |
| 2  | Saint-Martin                         | 512    | 35   |
| 3  | Anguilla                             | 381    | 37   |
| 3  | Wyspy Dziewicze Stanów Zjednoczonych | 296    | 38   |
| 3  | Brytyjskie Wyspy Dziewicze           | 246    | 39   |

## Dywizja A

### Grupa A
| Zespół            | Pkt | M | W | R | P | Br+ | Br− | +/− |
| ----------------- | --- | - | - | - | - | --- | --- | --- |
| Panama            | 10  | 4 | 3 | 1 | 0 | 9   | 2   | +7  |
| Trynidad i Tobago | 9   | 4 | 3 | 0 | 1 | 10  | 9   | +1  |
| Martynika         | 7   | 4 | 2 | 1 | 1 | 2   | 3   | -1  |
| Gwatemala         | 4   | 4 | 1 | 1 | 2 | 5   | 7   | -2  |
| Curaçao           | 3   | 4 | 1 | 0 | 3 | 6   | 7   | -1  |
| Salwador          | 1   | 4 | 0 | 1 | 3 | 2   | 6   | -4  |

| 8 września 2023 | Trynidad i Tobago | 1:0   | Curaçao |                                                                 |
| 00:00 CEST      | James 87'         | (0:0) |         | Hasely Crawford Stadium, Port of Spain Sędzia: Daneon Parchment |

| 8 września 2023 | Panama                                            | 3:0   | Martynika |                                                      |
| 02:00 CEST      | Fajardo 9' · Moltenis 47' (sam.) · Waterman 90+3' | (1:0) |           | Estadio Rommel Fernández, Panama Sędzia: Marco Ortiz |

| 8 września 2023 | Gwatemala             | 2:0   | Salwador |                                                                |
| 04:00 CEST      | Mejía 15' · Altán 78' | (1:0) |          | Estadio Doroteo Guamuch Flores, Gwatemala Sędzia: Selvin Brown |

| 10 września 2023 | Martynika  | 1:0   | Curaçao |                                                                         |
| 22:00 CEST       | Labeau 48' | (0:0) |         | Stade d’Honneur de Dillon, Fort-de-France Sędzia: Juan Gabriel Calderón |

| 11 września 2023 | Gwatemala  | 1:1   | Panama        |                                                                                |
| 02:00 CEST       | Santis 71' | (0:1) | 7' (k.) Davis | Estadio Doroteo Guamuch Flores, Gwatemala Widzów: 18 313 Sędzia: Said Martínez |

| 11 września 2023 | Salwador                  | 2:3   | Trynidad i Tobago                          |                                                                          |
| 04:00 CEST       | Zavaleta 17' · B. Gil 53' | (1:1) | 22' Telfer · 51' (k.) Shaw · 72' J. Garcia | Estadio Jorge „El Mágico” González, San Salvador Sędzia: Ricardo Montero |

| 13 października 2023 | Curaçao     | 1:2   | Panama                       |                                                        |
| 23:00 CEST           | Janga 90+4' | (0:1) | 29' Bárcenas · 77' Rodríguez | Ergilio Hato Stadium, Willemstad Sędzia: Ismail Elfath |

| 14 października 2023 | Martynika  | 1:0   | Salwador |                                                                      |
| 01:00 CEST           | Marajo 23' | (1:0) |          | Stade d’Honneur de Dillon, Fort-de-France Sędzia: César Arturo Ramos |

| 14 października 2023 | Trynidad i Tobago                      | 3:2   | Gwatemala              |                                                            |
| 03:00 CEST           | Jones 36' (k.) · Moore 54' · James 89' | (1:2) | 12' Rubín · 31' Santis | Hasely Crawford Stadium, Port of Spain Sędzia: Iván Barton |

| 18 października 2023 | Panama                                         | 3:0   | Gwatemala |                                                             |
| 03:00 CEST           | Carrasquilla 14' · Davis 48' (k.) · Ayarza 90' | (1:0) |           | Estadio Rommel Fernández, Panama Sędzia: Armando Villarreal |

| 18 października 2023 | Salwador | 0:0   | Martynika |                                                                       |
| 03:00 CEST           |          | (0:0) |           | Estadio Jorge „El Mágico” González, San Salvador Sędzia: Drew Fischer |

| 18 października 2023 | Curaçao                                                           | 5:3   | Trynidad i Tobago                   |                                                        |
| 03:00 CEST           | Janga 7', 81' · Roemeratoe 12' · Gorré 56' (k.) · Bacuna 78' (k.) | (2:0) | 68' Moore · 74' Lee-Him · 86' Moses | Ergilio Hato Stadium, Willemstad Sędzia: Saíd Martínez |

### Grupa B
| Zespół   | Pkt | M | W | R | P | Br+ | Br− | +/− |
| -------- | --- | - | - | - | - | --- | --- | --- |
| Jamajka  | 10  | 4 | 3 | 1 | 0 | 10  | 5   | +5  |
| Honduras | 7   | 4 | 2 | 1 | 1 | 8   | 1   | +7  |
| Kuba     | 5   | 4 | 1 | 2 | 1 | 1   | 4   | -3  |
| Surinam  | 5   | 4 | 1 | 2 | 1 | 6   | 3   | +3  |
| Haiti    | 3   | 4 | 0 | 3 | 1 | 5   | 6   | -1  |
| Grenada  | 1   | 4 | 0 | 1 | 3 | 2   | 13  | -11 |

| 8 września 2023 | Haiti | 0:0   | Kuba |                                                                                      |
| 22:00 CEST      |       | (0:0) |      | Estadio Olímpico Félix Sánchez, Santo Domingo (Dominikana) Sędzia: Randy Encarnación |

| 9 września 2023 | Grenada   | 1:1   | Surinam      |                                                                       |
| 01:00 CEST      | Lewis 85' | (0:0) | 87' te Vrede | Kirani James Athletic Stadium, Saint George’s Sędzia: Kwinsi Williams |

| 9 września 2023 | Jamajka  | 1:0   | Honduras |                                                     |
| 03:10 CEST      | Gray 64' | (0:0) |          | Independence Park, Kingston Sędzia: Daniel Quintero |

| 12 września 2023 | Kuba           | 1:0   | Surinam |                                                                           |
| 22:00 CEST       | Pozo-Venta 21' | (1:0) |         | Estadio Antonio Maceo, Santiago de Cuba Sędzia: Fernando Guerrero Ramírez |

| 13 września 2023 | Jamajka                                  | 2:2   | Haiti                |                                                        |
| 02:00 CEST       | Adé 51' (sam.) · Decordova-Reid 83' (k.) | (0:2) | 12', 15' Don Deedson | Independence Park, Kingston Sędzia: César Arturo Ramos |

| 13 września 2023 | Honduras                                      | 4:0   | Grenada |                                                                 |
| 04:10 CEST       | Rodríguez 45+2', 65' · Lozano 51' · Palma 60' | (1:0) |         | Estadio Nacional Chelato Uclés, Tegucigalpa Sędzia: Iván Barton |

| 13 października 2023 | Surinam  | 1:1   | Haiti       |                                                                             |
| 00:00 CEST           | Haps 17' | (1:0) | 51' Cantave | Dr. Ir. Franklin Essed Stadion, Paramaribo Sędzia: Víctor Cáceres Hernández |

| 13 października 2023 | Grenada      | 1:4   | Jamajka                                                      |                                                                        |
| 01:00 CEST           | Williams 30' | (1:2) | 12' Williams · 22' Nicholson · 74' Gray · 87' Decordova-Reid | Kirani James Athletic Stadium, Saint George’s Sędzia: Joseph Dickerson |

| 13 października 2023 | Kuba | 0:0   | Honduras |                                                                                             |
| 03:00 CEST           |      | (0:0) |          | Estadio Olímpico Félix Sánchez, Santo Domingo (Dominikana) Sędzia: Walter López Castellanos |

| 16 października 2023 | Haiti            | 2:3   | Jamajka                               |                                                               |
| 02:00 CEST           | Pierrot 15', 87' | (1:1) | 18' Gray · 57' Nicholson · 66' Bailey | Hasely Crawford Stadium, Port-of-Spain Sędzia: Keylor Herrera |

| 16 października 2023 | Honduras                                                   | 4:0   | Kuba |                                                                   |
| 02:00 CEST           | Maldonado 9' · Lozano 13' · Quioto 67' (k.) · Róchez 90+1' | (2:0) |      | Estadio Nacional Chelato Uclés, Tegucigalpa Sędzia: Mario Escobar |

| 16 października 2023 | Surinam                                                          | 4:0   | Grenada |                                                                      |
| 02:00 CEST           | van der Kust 12' · Vlijter 27' · Abena 35' · Bedeau 45+3' (sam.) | (4:0) |         | Dr. Ir. Franklin Essed Stadion, Paramaribo Sędzia: Christopher Mason |

### Ćwierćfinały
Na tym etapie do drużyn, które uzyskały awans w fazie grupowej, dołączają 4 najwyżej rozstawione drużyny w rankingu CONCACAF. Drużyny rozstawione wyznaczono na podstawie rankingu sprzed startu rozgrywek, natomiast uszeregowano je na podstawie rankingu z 18 października. Zespoły z poprzedniej rundy zostały sklasyfikowane w tabeli w kolejności: zwycięzca grupy z lepszym bilansem, zwycięzca grupy z gorszym bilansem, drugi zespół grupy z lepszym bilansem oraz drugi zespół grupy z gorszym bilansem. Pierwszy zespół tejże tabeli gra z najniżej rozstawioną (czwartą) drużyną z rankingu, druga drużyna z trzecią rozstawioną, trzeci zespół z drugim rozstawionym i najgorszy zespół awansujący z poprzedniej rundy z najwyżej rozstawioną drużyną w rankingu.
| Mjs. | Drużyna           | Współ. | Ran. |
| ---- | ----------------- | ------ | ---- |
| 1.   | Meksyk            | 1 967  | 1    |
| 2.   | Stany Zjednoczone | 1 909  | 2    |
| 3.   | Kanada            | 1 729  | 4    |
| 4.   | Kostaryka         | 1 676  | 5    |

| Mjs. | Drużyna           | Gr. | Pkt. | +/- | +  |
| ---- | ----------------- | --- | ---- | --- | -- |
| 1.   | Panama            | A   | 10   | +7  | 9  |
| 2.   | Jamajka           | B   | 10   | +5  | 10 |
| 3.   | Trynidad i Tobago | A   | 9    | +1  | 10 |
| 4.   | Honduras          | B   | 7    | +7  | 8  |

Mecze
| 17 listopada 2023 04:00 CET | Kostaryka | 0:3(0:2)Raport | Panama · 4' Murillo · 29' Fajardo · 60' Waterman | Estadio Ricardo Saprissa Aymá, San José Sędzia: Mario Escobar |
|                             |           |                |                                                  |                                                               |

| 21 listopada 2023 03:00 CET | Panama · Fajardo 21' · Rodríguez 24' · Bárcenas 43' (k.) | 3:1(3:0)Raport | Kostaryka · 52' Calvo | Estadio Rommel Fernández, Panama Sędzia: Said Martínez |
|                             |                                                          |                |                       |                                                        |

- Panama wygrała w dwumeczu 6−1 i awansowała do turnieju finałowego Ligi Narodów oraz na Copa América 2024. 
 Kostaryka zagra w barażach do Copa América.

| 17 listopada 2023 03:00 CET | Stany Zjednoczone · Pepi 82' · Robinson 86' · Reyna 89' | 3:0(0:0)Raport | Trynidad i Tobago | Q2 Stadium, Austin Sędzia: Oshane Nation |
|                             |                                                         |                |                   |                                          |

| 21 listopada 2023 01:00 CET | Trynidad i Tobago · Moore 43' · Jones 57' | 2:1(1:1)Raport | Stany Zjednoczone · 25' Robinson | Hasely Crawford Stadium, Port-of-Spain Sędzia: Walter López Castellanos |
|                             |                                           |                |                                  |                                                                         |

- Stany Zjednoczone wygrały w dwumeczu 4−2 i awansowały do turnieju finałowego Ligi Narodów oraz na Copa América 2024. 
 Trynidad i Tobago zagra w barażach do Copa América.

| 18 listopada 2023 16:30 CET | Jamajka · Nicholson 56' | 1:2(0:1)Raport | Kanada · 45+1' David · 86' Eustáquio | Independence Park, Kingston Sędzia: Tori Penso |
|                             |                         |                |                                      |                                                |

| 22 listopada 2023 01:30 CET | Kanada · Davies 25' · Koné 69' | 2:3(1:0)Raport | Jamajka · 63', 66' Nicholson · 78' (k.) Decordova-Reid | BMO Field, Toronto Sędzia: César Arturo Ramos |
|                             |                                |                |                                                        |                                               |

- Jamajka zremisowała w dwumeczu 4−4, ale dzięki bramkom zdobytym na wyjeździe awansowała do turnieju finałowego Ligi Narodów oraz na Copa América 2024.  Kanada zagra w barażach do Copa América.

| 18 listopada 2023 03:00 CET | Honduras · Lozano 30' · Róchez 72' | 2:0(1:0)Raport | Meksyk | Estadio Nacional Chelato Uclés, Tegucigalpa Sędzia: Juan Calderón |
|                             |                                    |                |        |                                                                   |

| 22 listopada 2023 03:30 CET         | Meksyk · Chávez 43' · Álvarez 90+11' | 2:0 po dogrywce k. 4:2(1:0, 2:0, 2:0)Raport | Honduras | Estadio Azteca, Meksyk Sędzia: Iván Barton |
|                                     |                                      |                                             |          |                                            |
|                                     |                                      | Rzuty karne                                 |          |                                            |
| Giménez · Vásquez · Pineda · Huerta |                                      | Róchez · Acosta · Elis · Najar              |          |                                            |

- Meksyk zremisował w dwumeczu 2−2 i dzięki zwycięstwu 4-2 w rzutach karnych awansował do turnieju finałowego Ligi Narodów oraz na Copa América 2024.  Honduras zagra w barażach do Copa América.

## Turniej finałowy
Turniej finałowy odbędzie się w dniach 21–24 marca 2024. Wszystkie mecze rozgrywane będą na stadionie AT&T Stadium w Arlington. 

### Klasyfikacja drużyn
Zwycięzcy ćwierćfinałów zostali sklasyfikowani na podstawie meczów jedynie w ćwierćfinałach. O wyborze przeciwnika w półfinale turnieju finałowego Ligi Narodów decyduje kolejność w klasyfikacji drużyn. Najlepszy zespół zmierzy się z czwartą drużyną, natomiast drużyna z drugiego miejsca z drużyną z trzeciego miejsca.
| Zespół            | Pkt | M | W | R | P | Br+ | Br− | +/− |
| ----------------- | --- | - | - | - | - | --- | --- | --- |
| Panama            | 6   | 2 | 2 | 0 | 0 | 6   | 1   | +5  |
| Stany Zjednoczone | 3   | 2 | 1 | 0 | 1 | 4   | 2   | +2  |
| Jamajka           | 3   | 2 | 1 | 0 | 1 | 4   | 4   | 0   |
| Meksyk            | 3   | 2 | 1 | 0 | 1 | 2   | 2   | 0   |

### Drabinka
|  |                           |                           |                   |                     |   |        |        |       |
|  | Półfinały                 | Półfinały                 | Półfinały         |                     |   | Finał  | Finał  | Finał |
|  | Półfinały                 | Półfinały                 | Półfinały         |                     |   | Finał  | Finał  | Finał |
|  | 21 marca, Arlington       |                           |                   |                     |   |        |        |       |
|  |                           |                           |                   |                     |   |        |        |       |
|  | Panama                    | Panama                    | 0                 |                     |   |        |        |       |
|  | Panama                    | Panama                    | 0                 | 24 marca, Arlington |   |        |        |       |
|  | Meksyk                    | Meksyk                    | 3                 |                     |   |        |        |       |
|  | Meksyk                    | Meksyk                    | 3                 |                     |   | Meksyk | Meksyk | 0     |
|  | 21 marca, Arlington       |                           |                   |                     |   | Meksyk | Meksyk | 0     |
|  |                           |                           | Stany Zjednoczone | Stany Zjednoczone   | 2 |        |        |       |
|  | Stany Zjednoczone (dogr.) | Stany Zjednoczone (dogr.) | Stany Zjednoczone | Stany Zjednoczone   | 2 | 3      |        |       |
|  | Stany Zjednoczone (dogr.) | Stany Zjednoczone (dogr.) |                   |                     |   |        |        |       |
|  | Jamajka                   | Jamajka                   | 1                 |                     |   |        |        |       |
|  | Jamajka                   | Jamajka                   | 1                 | Mecz o 3. miejsce   |   |        |        |       |
|  |                           |                           |                   |                     |   |        |        |       |
|  | 24 marca, Arlington       |                           |                   |                     |   |        |        |       |
|  |                           |                           |                   |                     |   |        |        |       |
|  | Panama                    | Panama                    | 0                 |                     |   |        |        |       |
|  | Panama                    | Panama                    | 0                 |                     |   |        |        |       |
|  | Jamajka                   | Jamajka                   | 1                 |                     |   |        |        |       |
|  | Jamajka                   | Jamajka                   | 1                 |                     |   |        |        |       |

### Półfinały
| 22 marca 2024 00:00 CET | Stany Zjednoczone · Burke 90+6' (sam.) · Wright 96', 109' | 3:1 po dogr.(0:1, 1:1, 2:1)Raport | Jamajka · 1' Leigh | AT&T Stadium, Arlington Sędzia: Selvin Brown |
|                         |                                                           |                                   |                    |                                              |

| 22 marca 2024 03:15 CET | Panama | 0:3(0:2)Raport | Meksyk · 40' Álvarez · 43' Quiñones · 67' Pineda | AT&T Stadium, Arlington Sędzia: Walter López Castellanos |
|                         |        |                |                                                  |                                                          |

### Mecz o trzecie miejsce
| 24 marca 2024 23:00 CET | Panama | 0:1(0:1)Raport | Jamajka · 42' Lembikisa | AT&T Stadium, Arlington Sędzia: Tori Penso |
|                         |        |                |                         |                                            |

### Finał
| 25 marca 2024 02:15 CET | Meksyk | 0:2(0:1)Raport | Stany Zjednoczone · 45' Adams · 63' Reyna | AT&T Stadium, Arlington Sędzia: Drew Fischer |
|                         |        |                |                                           |                                              |

## Dywizja B

### Grupa A
| Zespół              | Pkt | M | W | R | P | Br+ | Br− | +/− |
| ------------------- | --- | - | - | - | - | --- | --- | --- |
| Gwadelupa           | 15  | 6 | 5 | 0 | 1 | 16  | 3   | +13 |
| Saint Lucia         | 10  | 6 | 3 | 1 | 2 | 10  | 6   | +4  |
| Sint Maarten        | 6   | 6 | 2 | 0 | 4 | 6   | 15  | -9  |
| Saint Kitts i Nevis | 4   | 6 | 1 | 1 | 4 | 4   | 12  | -8  |

| 8 września 2023 | Sint Maarten   | 1:5   | Saint Lucia                                                  |                                                                                 |
| 00:00 CEST      | Amatkarijo 51' | (0:1) | 45', 48', 89' Poleon · 57' Hackett-Fairchild · 75' Stanislas | Stadion Rignaal 'Jean' Francisca, Willemstad (Curaçao) Sędzia: Ricangel de Leça |

| 8 września 2023 | Saint Kitts i Nevis | 1:2   | Gwadelupa                   |                                                               |
| 01:00 CEST      | Williams 45+2'      | (1:1) | 24' Archimède · 77' Arconte | SKNFA Technical Centre, Basseterre Sędzia: Filiberto Martínez |

| 10 września 2023 | Gwadelupa                                                | 4:0   | Sint Maarten |                                                                         |
| 21:30 CEST       | Phaëton 23' (k.) · Plumain 25' (k.), 58' · Archimède 40' | (3:0) |              | Stade Municipal de Sainte-Anne, Sainte-Anne Sędzia: Pierre-Luc Lauzière |

| 11 września 2023 | Saint Lucia                   | 2:0   | Saint Kitts i Nevis |                                                     |
| 01:00 CEST       | President 49' · Stanislas 75' | (0:0) |                     | Beausejour Stadium, Gros Islet Sędzia: Moeth Gaymes |

| 12 października 2023 | Sint Maarten        | 2:3   | Saint Kitts i Nevis    |                                                                                  |
| 21:00 CEST           | Lake 18' · Kort 79' | (1:1) | 16', 48', 68' Williams | Raymond E. Guishard Technical Centre, The Valley (Anguilla) Sędzia: Josué Ugalde |

| 13 października 2023 | Saint Lucia               | 2:1   | Gwadelupa      |                                                      |
| 02:00 CEST           | Elva 45' · MacFarlane 58' | (1:1) | 25' Roussillon | Beausejour Stadium, Gros Islet Sędzia: Oshane Nation |

| 15 października 2023 | Gwadelupa             | 2:0   | Saint Lucia |                                                                     |
| 21:30 CEST           | Plumain 52' (k.), 71' | (0:0) |             | Stade Municipal de Sainte-Anne, Sainte-Anne Sędzia: Nicolas Wassouf |

| 16 października 2023 | Saint Kitts i Nevis | 0:1   | Sint Maarten |                                                           |
| 01:00 CEST           |                     | (0:1) | 32' Pata     | SKNFA Technical Centre, Basseterre Sędzia: Yadel Martínez |

| 17 listopada 2023 | Saint Kitts i Nevis | 0:0   | Saint Lucia |                                                        |
| 00:00 CET         |                     | (0:0) |             | SKNFA Technical Center, Basseterre Sędzia: David Gómez |

| 17 listopada 2023 | Sint Maarten | 0:2   | Gwadelupa                   |                                            |
| 00:00 CET         |              | (0:0) | 65' Plumain · 90+5' Phaeton | Wildey Turf, Bridgetown Sędzia: Reon Radix |

| 19 listopada 2023 | Gwadelupa                                                   | 5:0   | Saint Kitts i Nevis |                                                                     |
| 20:00 CET         | Phaëton 19' · Arconte 74', 90' · Bevis 76' · Roussillon 80' | (1:0) |                     | Stade Municipal de Sainte-Anne, Sainte-Anne Sędzia: Daniel Quintero |

| 19 listopada 2023 | Saint Lucia | 1:2   | Sint Maarten              |                                                    |
| 20:00 CET         | Thomas 12'  | (1:1) | 38' Amatkarijo · 56' Lake | Beausejour Stadium, Gros Islet Sędzia: Marco Ortiz |

### Grupa B
| Zespół     | Pkt | M | W | R | P | Br+ | Br− | +/− |
| ---------- | --- | - | - | - | - | --- | --- | --- |
| Nikaragua  | 16  | 6 | 5 | 1 | 0 | 17  | 1   | +16 |
| Dominikana | 10  | 6 | 3 | 1 | 2 | 14  | 6   | +8  |
| Montserrat | 9   | 6 | 3 | 0 | 3 | 9   | 14  | -5  |
| Barbados   | 0   | 6 | 0 | 0 | 6 | 7   | 26  | -19 |

| 9 września 2023 | Dominikana | 0:2   | Nikaragua        |                                                                           |
| 01:00 CEST      |            | (0:2) | 38', 41' Acevedo | Estadio Olímpico Félix Sánchez, Santo Domingo Sędzia: Patrick Senecharles |

| 9 września 2023 | Barbados             | 2:3   | Montserrat                               |                                                  |
| 01:00 CEST      | Downey 8' · Gale 26' | (2:1) | 6', 90+8' Taylor · 81' (sam.) Codrington | Wildey Turf, Bridgetown Sędzia: Ken Pennyfeather |

| 12 września 2023 | Dominikana                          | 3:0   | Montserrat |                                                                     |
| 01:00 CEST       | Dorsett 3' (sam.) · Romero 25', 64' | (2:0) |            | Estadio Olímpico Félix Sánchez, Santo Domingo Sędzia: Oshane Nation |

| 12 września 2023 | Nikaragua                                              | 5:1   | Barbados |                                                         |
| 04:00 CEST       | Smith 11' · Pérez 40' · Moreno 45+1', 76' · Montes 69' | (3:0) | 89' Gale | Estadio Nacional de Fútbol, Managua Sędzia: Bryan López |

| 13 października 2023 | Montserrat | 0:3   | Nikaragua                            |                                                   |
| 21:00 CEST           |            | (0:1) | 5' Pérez · 72' Medina · 90+4' Montes | Wildey Turf, Wildey, Barbados Sędzia: Jorge Leira |

| 14 października 2023 | Barbados | 0:5   | Dominikana                                                            |                                                               |
| 02:00 CEST           |          | (0:3) | 7' Romero · 21' Reyes · 45' (sam.) Griffith · 57' Mörschel · 88' Alba | Wildey Turf, Bridgetown Widzów: 1 215 Sędzia: Benjamin WhittY |

| 17 października 2023 | Dominikana                                     | 5:2   | Barbados                |                                                               |
| 02:00 CEST           | Alba 17' · Romero 30', 48', 79' · Mörschel 59' | (2:1) | 10' (k.), 66' (k.) Gale | Estadio Complejo Deportivo Moca 86, Moca Sędzia: Nima Saghafi |

| 17 października 2023 | Nikaragua                               | 3:0   | Montserrat |                                                             |
| 04:00 CEST           | Pérez 38' · Coronel 43' · Moldskred 48' | (2:0) |            | Estadio Nacional de Fútbol, Managua Sędzia: José Valladares |

| 17 listopada 2023 | Montserrat                   | 2:1   | Dominikana |                                                        |
| 22:00 CET         | Barzey 37' · Strawbridge 57' | (1:0) | 75' Reyes  | Blakes Estate Stadium, Look Out Sędzia: Yadel Martínez |

| 18 listopada 2023 | Barbados | 0:4   | Nikaragua                                              |                                                 |
| 00:00 CET         |          | (0:2) | 22' Arteaga · 43' Rodríguez · 55' Coronel · 59' Montes | Wildey Turf, Bridgetown Sędzia: Kwinsi Williams |

| 20 listopada 2023 | Montserrat                                         | 4:2   | Barbados                |                                                      |
| 22:00 CET         | Barzey 33' · Dyer 35' · Daniels 62' · Richmond 88' | (2:0) | 47' Jules · 90+4' James | Blakes Estate Stadium, Look Out Sędzia: Moeth Gaymes |

| 22 listopada 2023 | Nikaragua | 0:0   | Dominikana |                                                             |
| 03:00 CET         |           | (0:0) |            | Estadio Nacional de Fútbol, Managua Sędzia: Ignacio Fuentes |

### Grupa C
| Zespół                    | Pkt | M | W | R | P | Br+ | Br− | +/− |
| ------------------------- | --- | - | - | - | - | --- | --- | --- |
| Gujana Francuska          | 10  | 6 | 3 | 1 | 2 | 10  | 6   | +4  |
| Saint Vincent i Grenadyny | 9   | 6 | 3 | 0 | 3 | 13  | 14  | -1  |
| Bermudy                   | 8   | 6 | 2 | 2 | 2 | 8   | 9   | -1  |
| Belize                    | 7   | 6 | 2 | 1 | 3 | 5   | 7   | -2  |

| 8 września 2023 | Bermudy | 0:0   | Gujana Francuska |                                                               |
| 22:00 CEST      |         | (0:0) |                  | Stadion Narodowy, Devonshire Parish Sędzia: Jefferson Escobar |

| 8 września 2023 | Belize     | 1:2   | Saint Vincent i Grenadyny         |                                              |
| 22:00 CEST      | Mensah 18' | (1:0) | 51' Simmons · 79' (sam.) Nembhard | FFB Stadium, Belmopan Sędzia: Oliver Vergara |

| 12 września 2023 | Saint Vincent i Grenadyny                 | 4:3   | Bermudy                                 |                                                        |
| 21:30 CEST       | Anderson 40', 42', 45+2' · Sutherland 63' | (3:1) | 21' Bean · 69' Coddington · 74' Simmons | Arnos Vale Stadium, Kingstown Sędzia: Joseph Dickerson |

| 12 września 2023 | Gujana Francuska | 0:2   | Belize                     |                                                                        |
| 21:30 CEST       |                  | (0:0) | 64' Polanco · 68' Cappello | Stade Municipal Dr. Edmard Lama, Remire-Montjoly Sędzia: Hakeem Harvey |

| 13 października 2023 | Saint Vincent i Grenadyny | 1:4   | Gujana Francuska                                       |                                                                   |
| 21:30 CEST           | Sutherland 31'            | (1:3) | 7' Némouthé · 11' (k.) Abelinti · 42' Baal · 81' Haabo | Arnos Vale Stadium, Kingstown Widzów: 2 500 Sędzia: Steffon Dewar |

| 14 października 2023 | Belize | 0:1   | Bermudy      |                                                                 |
| 04:00 CEST           |        | (0:1) | 18' Crichlow | FFB Stadium, Belmopan Widzów: 842 Sędzia: Juan Gabriel Calderón |

| 17 października 2023 | Gujana Francuska                           | 3:2   | Saint Vincent i Grenadyny |                                                                                   |
| 21:00 CEST           | Némouthé 9' (k.) · Gaubert 44' · Haabo 76' | (2:1) | 16', 73' Stewart          | Stade d’Honneur de Dillon, Fort-de-France (Martynika) Sędzia: Pierre-Luc Lauzière |

| 18 października 2023 | Bermudy      | 1:1   | Belize          |                                                         |
| 03:00 CEST           | Crichlow 37' | (1:0) | 75' (k.) Reneau | Stadion Narodowy, Devonshire Parish Sędzia: David Gómez |

| 18 listopada 2023 | Bermudy                                | 3:1   | Saint Vincent i Grenadyny |                                                  |
| 00:30 CET         | Tucker 6' · Crichlow 44' · Parfitt 50' | (2:1) | 34' McBurnette            | Stadion Narodowy, Hamilton Sędzia: Jaime Herrera |

| 18 listopada 2023 | Belize         | 1:0   | Gujana Francuska |                                                 |
| 03:00 CET         | Martínez 90+6' | (0:0) |                  | FFB Stadium, Belmopan Sędzia: Jefferson Escobar |

| 21 listopada 2023 | Gujana Francuska                         | 3:0   | Bermudy |                                                                           |
| 20:00 CET         | Ajaiso 29' · Lo. Baal 49' · Sarrucco 85' | (1:0) |         | Stade d’Honneur de Dillon, Fort-de-France (Martynika) Sędzia: José Torres |

| 21 listopada 2023 | Saint Vincent i Grenadyny           | 3:0   | Belize |                                                                              |
| 20:00 CET         | Spring 3' · Edwards 84' · Velox 85' | (1:0) |        | Kirani James Athletic Stadium, Saint George’s (Grenada) Sędzia: Kimbell Ward |

### Grupa D
| Zespół            | Pkt | M | W | R | P | Br+ | Br− | +/− |
| ----------------- | --- | - | - | - | - | --- | --- | --- |
| Gujana            | 15  | 5 | 5 | 0 | 0 | 20  | 5   | +15 |
| Portoryko         | 12  | 6 | 4 | 0 | 2 | 22  | 10  | +12 |
| Antigua i Barbuda | 4   | 6 | 1 | 1 | 4 | 9   | 22  | -13 |
| Bahamy            | 1   | 5 | 0 | 1 | 4 | 7   | 21  | -14 |

| 9 września 2023 | Antigua i Barbuda | 1:5   | Gujana                                                         |                                                      |
| 21:30 CEST      | Deterville 45'    | (1:3) | 14', 29' (k.), 87' Glasgow · 33' Benjamin · 62' (sam.) Cordice | ABFA Technical Center, Pigotts Sędzia: Mario Escobar |

| 10 września 2023 | Bahamy     | 1:6   | Portoryko                                                  |                                                    |
| 00:00 CEST       | Rahming 2' | (1:4) | 6' Díaz · 14' R. Rivera · 35', 86', 89' Burgos · 42' Sulia | Thomas Robinson Stadium, Nassau Sędzia: Julio Luna |

| 13 września 2023 | Gujana                                        | 3:2   | Bahamy                    |                                                                      |
| 00:00 CEST       | Glasgow 44' · Duke-McKenna 54' · Benjamin 58' | (1:1) | 39' (k.), 89' (k.) Julmis | Synthetic Track and Field Facility, Georgetown Sędzia: Shekiel Jokil |

| 13 września 2023 | Portoryko                                    | 5:0   | Antigua i Barbuda |                                                               |
| 01:00 CEST       | Díaz 15', 46', 90' · R. Rivera 39' (k.), 43' | (3:0) |                   | Juan Ramón Loubriel Stadium, Bayamón Sędzia: Melvin Matamoros |

| 14 października 2023 | Portoryko     | 1:3   | Gujana                                      |                                                                         |
| 21:00 CEST           | Antonetti 10' | (1:0) | 60' (k.) Glasgow · 63' Benjamin · 84' Moore | Centro de Desarrollo de Fútbol del Oeste, Añasco Sędzia: Ismael Cornejo |

| 15 października 2023 | Bahamy     | 1:4   | Antigua i Barbuda                                |                                                      |
| 00:00 CEST           | Julmis 62' | (0:3) | 3', 9' Stevens · 43' Bramble · 77' (k.) Griffith | Thomas Robinson Stadium, Nassau Sędzia: Sergio Reyna |

| 17 października 2023 | Antigua i Barbuda        | 2:2   | Bahamy                 |                                                   |
| 21:30 CEST           | Parker 54' · Bramble 59' | (0:1) | 5' Wells · 82' Johnson | ABFA Technical Center, Pigotts Sędzia: Reon Radix |

| 17 października 2023 | Gujana                                     | 3:1   | Portoryko |                                                                         |
| 22:00 CEST           | Moriah-Welsh 48' · Moore 76' · Glasgow 85' | (0:1) | 41' Díaz  | Synthetic Track and Field Facility, Georgetown Sędzia: Sergio Rozenhout |

| 18 listopada 2023 | Antigua i Barbuda | 2:3   |  |  |
| 20:00 CET         |                   | (0:2) |  |  |

| 19 listopada 2023 | Bahamy | [ b ] | Gujana |  |
|                   |        |       |        |  |

| 22 listopada 2023 | Gujana                                                                                   | 6:0   | Antigua i Barbuda |                                                                                     |
| 01:00 CET         | Benjamin 7' · Glasgow 36' · Moriah-Welsh 45' · De Rosario 67' · Lovell 90' · Moore 90+3' | (3:0) |                   | Estadio Olímpico Félix Sánchez, Santo Domingo (Dominikana) Sędzia: Sergio Rozenhout |

| 22 listopada 2023 | Portoryko                                                        | 6:1   | Bahamy     |                                                            |
| 01:00 CET         | R. Rivera 2', 6', 19' · Ríos 39' · Díaz 74' · W. Rivera 77' (k.) | (4:0) | 53' Joseph | Juan Ramón Loubriel Stadium, Bayamón Sędzia: Steffon Dewar |

## Dywizja C

### Grupa A
| Zespół       | Pkt | M | W | R | P | Br+ | Br− | +/− |
| ------------ | --- | - | - | - | - | --- | --- | --- |
| Saint-Martin | 12  | 4 | 4 | 0 | 0 | 20  | 1   | +19 |
| Bonaire      | 6   | 4 | 2 | 0 | 2 | 6   | 6   | 0   |
| Anguilla     | 0   | 4 | 0 | 0 | 4 | 0   | 19  | -19 |

| 7 września 2023 | Anguilla | 0:6   | Saint-Martin                                         |                                                                             |
| 22:00 CEST      |          | (0:5) | 6', 32', 38', 40' Raga · 25' Sagarel · 70' Lacazette | Raymond E. Guishard Technical Centre, The Valley Sędzia: Fernando Hernández |

| 11 września 2023 | Saint-Martin                 | 2:1   | Bonaire      |                                                                                 |
| 21:30 CEST       | Raga 75' · Casper 88' (sam.) | (0:0) | 67' Martinus | SKNFA Technical Centre, Basseterre (Saint Kitts i Nevis) Sędzia: Reginald Gumbs |

| 13 października 2023 | Bonaire                 | 2:0   | Anguilla |                                                                        |
| 01:00 CEST           | Ronde 10' · Pourier 36' | (2:0) |          | Stadion Antonio Trenidat, Rincon Widzów: 660 Sędzia: Norberto da Silva |

| 16 października 2023 | Saint-Martin                                                          | 8:0   | Anguilla |                                                                                |
| 22:00 CEST           | Segarel 17', 32' (k.), 39', 47' · Richardson 49' · Raga 65', 70', 88' | (3:0) |          | SKNFA Technical Centre, Basseterre (Saint Kitts i Nevis) Sędzia: Jaime Herrera |

| 18 listopada 2023 | Anguilla | 0:3   | Bonaire                           |                                                                          |
| 20:00 CET         |          | (0:2) | 2', 6' (k.) Anthony · 73' Michiel | Raymond E. Guishard Technical Centre, The Valley Sędzia: Tristley Bassue |

| 22 listopada 2023 | Bonaire | 0:4   | Saint-Martin                                  |                                                           |
| 00:00 CET         |         | (0:3) | 3', 45+2' Gentes · 13' Lebon · 46' Richardson | Stadion Antonio Trenidat, Rincon Sędzia: Ricangel de Leça |

### Grupa B
| Zespół                               | Pkt | M | W | R | P | Br+ | Br− | +/− |
| ------------------------------------ | --- | - | - | - | - | --- | --- | --- |
| Aruba                                | 12  | 4 | 4 | 0 | 0 | 14  | 4   | +10 |
| Kajmany                              | 4   | 1 | 1 | 1 | 2 | 6   | 10  | -4  |
| Wyspy Dziewicze Stanów Zjednoczonych | 1   | 4 | 0 | 1 | 3 | 5   | 11  | -6  |

| 8 września 2023 | Wyspy Dziewicze Stanów Zjednoczonych  | 2:2   | Kajmany               |                                                          |
| 01:00 CEST      | McLaughlin 23' (sam.) · St. Louis 42' | (2:1) | 16' Ebanks · 47' Gray | Bethlehem Soccer Stadium, Saint Croix Sędzia: Reon Radix |

| 11 września 2023 | Kajmany   | 1:2   | Aruba                 |                                                           |
| 22:30 CEST       | Reeves 6' | (1:1) | 2' Ostiana · 79' Bäly | Truman Bodden Stadium, George Town Sędzia: Ismael Cornejo |

| 14 października 2023 | Aruba                                  | 3:1   | Wyspy Dziewicze Stanów Zjednoczonych |                                                      |
| 21:00 CEST           | Ostiana 52' · Luydens 61' · Molina 86' | (0:0) | 63' Henry                            | Trinidad Stadium, Oranjestad Sędzia: Kwinsi Williams |

| 17 października 2023 | Kajmany                  | 2:1   | Wyspy Dziewicze Stanów Zjednoczonych |                                                              |
| 22:30 CEST           | Seymour 17' · Reeves 57' | (1:0) | 84' Joseph                           | Truman Bodden Stadium, George Town Sędzia: Randy Encarnación |

| 17 listopada 2023 | Wyspy Dziewicze Stanów Zjednoczonych | 1:4   | Aruba                                    |                                                                     |
| 00:00 CET         | Farrell 47'                          | (0:2) | 23' Dania · 41', 52' Ostiana · 79' Maria | Bethlehem Soccer Stadium, Charlotte Amalie Sędzia: Ken Pennyfeather |

| 20 listopada 2023 | Aruba                                                       | 5:1   | Kajmany         |                                                        |
| 20:00 CET         | Groothusen 16', 89' · Ostiana 45+5' · Maria 55' · Dania 77' | (2:0) | 49' Studenhofft | Trinidad Stadium, Oranjestad Sędzia: Norberto da Silva |

### Grupa C
| Zespół                     | Pkt | M | W | R | P | Br+ | Br− | +/− |
| -------------------------- | --- | - | - | - | - | --- | --- | --- |
| Dominika                   | 10  | 4 | 3 | 1 | 0 | 8   | 2   | +6  |
| Brytyjskie Wyspy Dziewicze | 5   | 4 | 1 | 2 | 1 | 7   | 6   | +1  |
| Turks i Caicos             | 1   | 4 | 0 | 1 | 3 | 3   | 10  | -7  |

| 9 września 2023 | Brytyjskie Wyspy Dziewicze    | 3:1   | Turks i Caicos    |                                                                |
| 21:30 CEST      | Ceaser 4' · Chalwell 10', 50' | (2:1) | 45+4' (k.) Forbes | A.O. Shirley Recreation Ground, Road Town Sędzia: Victor Rivas |

| 12 września 2023 | Turks i Caicos | 0:3   | Dominika                      |                                                                |
| 22:00 CEST       |                | (0:1) | 18', 64' Jules · 90+3' Thomas | TCIFA National Academy, Providenciales Sędzia: Benjamin Whitty |

| 12 października 2023 | Dominika   | 1:1   | Brytyjskie Wyspy Dziewicze |                                                                                   |
| 23:00 CEST           | Thomas 82' | (0:1) | 29' Chalwell               | Beausejour Stadium, Gros Islet (Saint Lucia) Widzów: 726 Sędzia: Ricangel de Leça |

| 16 października 2023 | Turks i Caicos       | 2:2   | Brytyjskie Wyspy Dziewicze |                                                              |
| 22:00 CEST           | Forbes 26' (k.), 76' | (1:1) | 3' Bertie · 90+5' Smith    | TCIFA National Academy, Providenciales Sędzia: Hakeem Harvey |

| 16 listopada 2023 | Brytyjskie Wyspy Dziewicze | 1:2   | Dominika                   |                                                                  |
| 20:00 CET         | Gallimore 63'              | (0:0) | 52' Laville · 68' Marshall | A.O. Shirley Recreation Ground, Road Town Sędzia: Reginald Gumbs |

| 20 listopada 2023 | Dominika                 | 2:0   | Turks i Caicos |                                                                                              |
| 20:00 CET         | Laville 15' · George 61' | (1:0) |                | A.O. Shirley Recreation Ground, Road Town (Brytyjskie Wyspy Dziewicze) Sędzia: Timothy Derry |

### Klasyfikacja drużyn z drugich miejsc
| Zespół                     | Grupa | Pkt | M | W | R | P | Br+ | Br− | +/− |
| -------------------------- | ----- | --- | - | - | - | - | --- | --- | --- |
| Bonaire                    | A     | 6   | 4 | 2 | 0 | 2 | 6   | 6   | 0   |
| Brytyjskie Wyspy Dziewicze | C     | 5   | 4 | 1 | 2 | 1 | 7   | 6   | +1  |
| Kajmany                    | B     | 4   | 4 | 1 | 1 | 2 | 6   | 10  | -4  |

## Strzelcy
W nawiasie podano dywizję, w której dany zawodnik gra.
8 goli
- Axel Raga (C)

7 goli
- Omari Glasgow (B)

6 goli
- Dorny Romero (B)
- Gerald Díaz (B)
- Ricardo Rivera (B)

5 goli
- Rovien Ostiana (C)
- Ange-Freddy Plumain (B)
- Shamar Nicholson (A)
- Stanley Segarel (C)

4 gole
- Thierry Gale (B)
- Kelsey Benjamin (B)
- Tiquanny Williams (B)

3 gole
- Wood Julmis (B)
- Kane Crichlow (B)
- Luka Chalwell (C)
- Rangelo Janga (A)
- Taïryk Arconte (B)
- Matthias Phaëton (B)
- Deon Moore (B)
- Bobby Decordova-Reid (A)
- Demarai Gray (A)
- Jacob Montes (B)
- Juan Luis Pérez (B)
- José Fajardo (A)
- Joel Burgos (B)
- Wilfredo Rivera (B)
- Dominic Poleon (B)
- Oalex Anderson (B)
- Reon Moore (A)
- Billy Forbes (C)

2 gole
- TJ Bramble (B)
- Raheem Deterville (B)
- Javorn Stevens (B)
- Jaydon Dania (C)
- Terence Groothusen (C)
- Benjamin Maria (C)
- Thierry Anthony (C)
- Troy Jules (C)
- Audel Laville (C)
- Briel Thomas (C)
- Riki Alba (B)
- Heinz Mörschel (B)
- Edarlyn Reyes (B)
- Nathan Moriah-Welsh (B)
- Loïc Baal (B)
- Jules Haabo (B)
- Thomas Némouthé (B)
- Luther Archimède (B)
- Jérôme Roussillon (B)
- Óscar Santis (A)
- Louicius Don Deedson (A)
- Frantzdy Pierrot (A)
- Anthony Lozano (A)
- Edwin Rodríguez (A)
- Bryan Róchez (A)
- Christopher Reeves (C)
- Edson Álvarez (A)
- Brandon Barzey (B)
- Lyle Taylor (B)
- Óscar Acevedo (B)
- Luis Coronel (B)
- Jaime Moreno (B)
- Yoel Bárcenas (A)
- Eric Davis (A)
- José Luis Rodríguez (A)
- Cecilio Waterman (A)
- Darren Ríos (B)
- Ridel Stanislas (B)
- Randy Gentes (C)
- Emmanuel Richardson (C)
- Cornelius Stewart (B)
- Jahvin Sutherland (B)
- Chovanie Amatkarijo (B)
- Gerwin Lake (B)
- Giovanni Reyna (A)
- Antonee Robinson (A)
- Haji Wright (A)
- Nathaniel James (A)
- Alvin Jones (A)

1 gol
- Quinton Griffith (B)
- Joshua Parker (B)
- Dion Pereira (B)
- Darryl Bäly (C)
- Diederick Luydens (C)
- Mishawn Molina (C)
- Nahum Johnson (B)
- Marcel Joseph (B)
- Christopher Rahming (B)
- Nathan Wells (B)
- Elijah Downey (B)
- Rashad Jules (B)
- Tajio James (B)
- Angelo Cappello (B)
- Eugene Martínez (B)
- Nana Mensah (B)
- Jordy Polanco (B)
- Eldon Reneau (B)
- Jai Bean (B)
- Remy Coddington (B)
- Djair Parfitt (B)
- Lejaun Simmons (B)
- Ne-Jai Tucker (B)
- Sheehander Martinus (C)
- Freadyen Michiel (C)
- Marschelon Pourier (C)
- Ginel Ronde (C)
- Juninho Bacuna (A)
- Kenji Gorré (A)
- Godfried Roemeratoe (A)
- Joshua Bertie (C)
- Troy Caesar (C)
- T´Sharne Gallimore (C)
- Justin Smith (C)
- Eustace Marshall (C)
- Javid George (C)
- Saydrel Lewis (A)
- Trevon Williams (A)
- Osaze De Rosario (B)
- Stephen Duke-McKenna (B)
- Leo Lovell (B)
- Arnold Abelinti (B)
- Albert Ajaiso (B)
- Franz Gaubert (B)
- Joel Sarrucco (B)
- Kilian Bevis (B)
- Pedro Altán (A)
- Carlos Mejía (A)
- Rubio Rubín (A)
- Mikaël Cantave (A)
- Antony Lozano (A)
- Denil Maldonado (A)
- Luis Palma (A)
- Romell Quioto (A)
- Leon Bailey (A)
- Greg Leigh (A)
- Dexter Lembikisa (A)
- Romario Williams (A)
- Jonah Ebanks (C)
- Cameron Gray (C)
- Elijah Seymour (C)
- Gunnar Studenhofft (C)
- Jonathan David (A)
- Alphonso Davies (A)
- Stephen Eustáquio (A)
- Ismaël Koné (A)
- Francisco Calvo (A)
- Willian Pozo-Venta (A)
- Brighton Labeau (A)
- Johnny Marajo (A)
- Luis Chávez (A)
- Orbelín Pineda (A)
- Julián Quiñones (A)
- Donervon Daniels (B)
- Josiah Dyer (B)
- Dominic Richmond (B)
- Kaleem Simon (B)
- Junior Arteaga (B)
- Harold Medina (B)
- Matias Belli Moldskred (B)
- Nextaly Rodríguez (B)
- Ariagner Smith (B)
- Abdiel Ayarza
- Adalberto Carrasquilla (A)
- Michael Murillo (A)
- Leandro Antonetti (B)
- Rodolfo Sulia (B)
- Caniggia Elva (B)
- Reeco Hackett-Fairchild (B)
- Jevick MacFarlane (B)
- Gregson President (B)
- Terell Thomas
- Romuald Lacazette (C)
- Keelan Lebon (C)
- Kyle Edwards (B)
- Nazir McBurnette (B)
- Marlon Simmons (B)
- Diel Spring (B)
- Oryan Velox (B)
- Brayan Gil (A)
- Eriq Zavaleta (A)
- Imar Kort (B)
- Ilounga Pata (B)
- Tyler Adams (A)
- Ricardo Pepi (A)
- Leo Abena (A)
- Ridgeciano Haps (A)
- Djevencio van der Kust (A)
- Gleofilo Vlijter (A)
- Mitchell te Vrede (A)
- Justin Garcia (A)
- Kristian Lee-Him (A)
- Kareem Moses (A)
- Malcolm Shaw (A)
- Ryan Telfer (A)
- Quinn Farrell (C)
- Naqwan Henry (C)
- Rakeem Joseph (C)
- Jimson St. Louis (C)

Gole samobójcze
- Roneba Cordice (dla Gujany) (B)
- Shane Codrington (dla Montserratu) (B)
- Ramón Griffith (dla Dominikany) (B)
- Deshawon Nembhard (dla Saint Vincent i Grenadyn) (B)
- Daymerick Casper (dla Saint-Martin) (C)
- Jacob Bedeau (dla Surinamu) (A)
- Ricardo Adé (dla Jamajki) (A)
- Cory Burke (dla Stanów Zjednoczonych) (A)
- Boris Moltenis (dla Panamy) (A)
- Jeriel Dorsett (dla Dominikany) (B)
- Casey McLaughlin (dla Wysp Dziewiczych USA) (C)